# José Luyando
José Luyando y Díez  (Guadalajara, México, 22 de junio de 1773-Roma, 5 de febrero de 1835) fue un diplomático y político español.

## Biografía
Oriundo del Virreinato de Nueva España, decidido liberal ocupó con carácter interino durante la invasión francesa en 1814 la  Secretaría del Despacho de Estado, que volvería a ocupar también interinamente en el Trienio liberal en 1823. Tras la vuelta de Fernando VII se exilió a Italia. 